# Belgische Kolonien

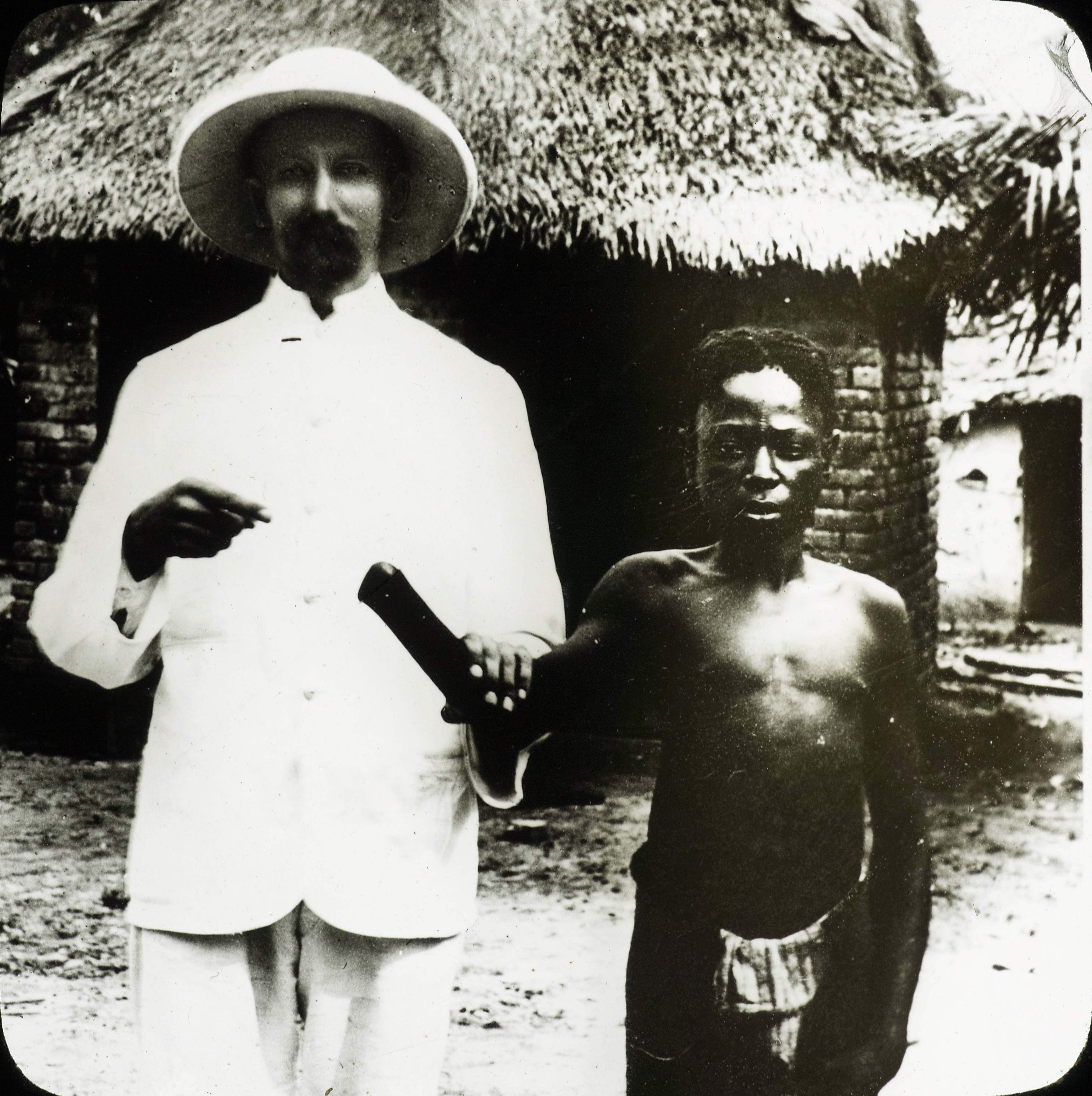
Die öffentliche Wahrnehmung belgischer Kolonialisten wurde von den Kongogräueln geprägt

Die belgischen Kolonien wurden im Vergleich zu den Besitzungen der traditionellen europäischen Kolonialmächte erst relativ spät erworben. Obwohl der eigentliche belgische Staat seit 1830 existierte, also drei bis vier Jahrzehnte vor den anderen späten Kolonialmächten (Italien geeint seit 1861, USA endgültig seit 1865, Deutsches Reich seit 1871), fehlte Belgien die für die Absicherung von überseeischem Kolonialbesitz notwendige Kriegsflotte und die für die Beherrschung kolonialer Absatzmärkte notwendige Wirtschaftskraft. Dessen ungeachtet hatte schon 1841 der erste König der Belgier, Leopold I., die Compagnie Belge de Colonisation gegründet und sich bis 1855 um Kolonialbesitz bemüht. Sein Nachfolger, Leopold II. verfolgte ab 1865 weltweit Kolonialambitionen und erwarb nach 1876 mit dem Kongo-Freistaat zunächst eine Art Privatkolonie, die er nach den Kongogräueln 1908 dem belgischen Staat überlassen musste. Die belgische Kolonialherrschaft über den Kongo endete 1960 (in diesem Jahr erlangten 18 Kolonien in Afrika die Unabhängigkeit), das seit 1919 bestehende Mandat über Ruanda-Urundi 1962.

## Anfänge
Bereits 1837 hatte Spaniens Regentin Maria Cristina Frankreich, Großbritannien und Belgien angeboten, Kuba für 30 Mio. Reals zu kaufen, einschließlich der Philippinen für 40 Mio. Reals. Während sich Frankreich und Großbritannien zurückhielten, zeigte Belgien Interesse und bat Großbritannien um Kredit. Der britische Außenminister Henry John Palmerston warnte Belgiens Botschafter Sylvain van de Weyer, Belgien sei wirtschaftlich, militärisch und marinetechnisch zu schwach, kubanische Unabhängigkeitsbestrebungen oder eine Besetzung durch die USA zu verhindern. Sollte dies Belgien etwa mit französischer Hilfe dennoch gelingen, so verlöre es Kuba dann aber wohl an Frankreich, was Großbritannien und die USA nicht zulassen würden. Van de Weyer schlug daher vor, König Leopold I. zum Staatsoberhaupt eines unabhängigen Kuba zu machen, das nur durch Personalunion mit Belgien verbunden sei. Letztlich aber scheiterte der Plan an der Unfähigkeit Belgiens, auch nur einen bedeutenden Teil der Kaufsumme aufzubringen. Palmerston schlug Belgien stattdessen vor, mit der Gründung kleiner Siedlungskolonien zu beginnen.

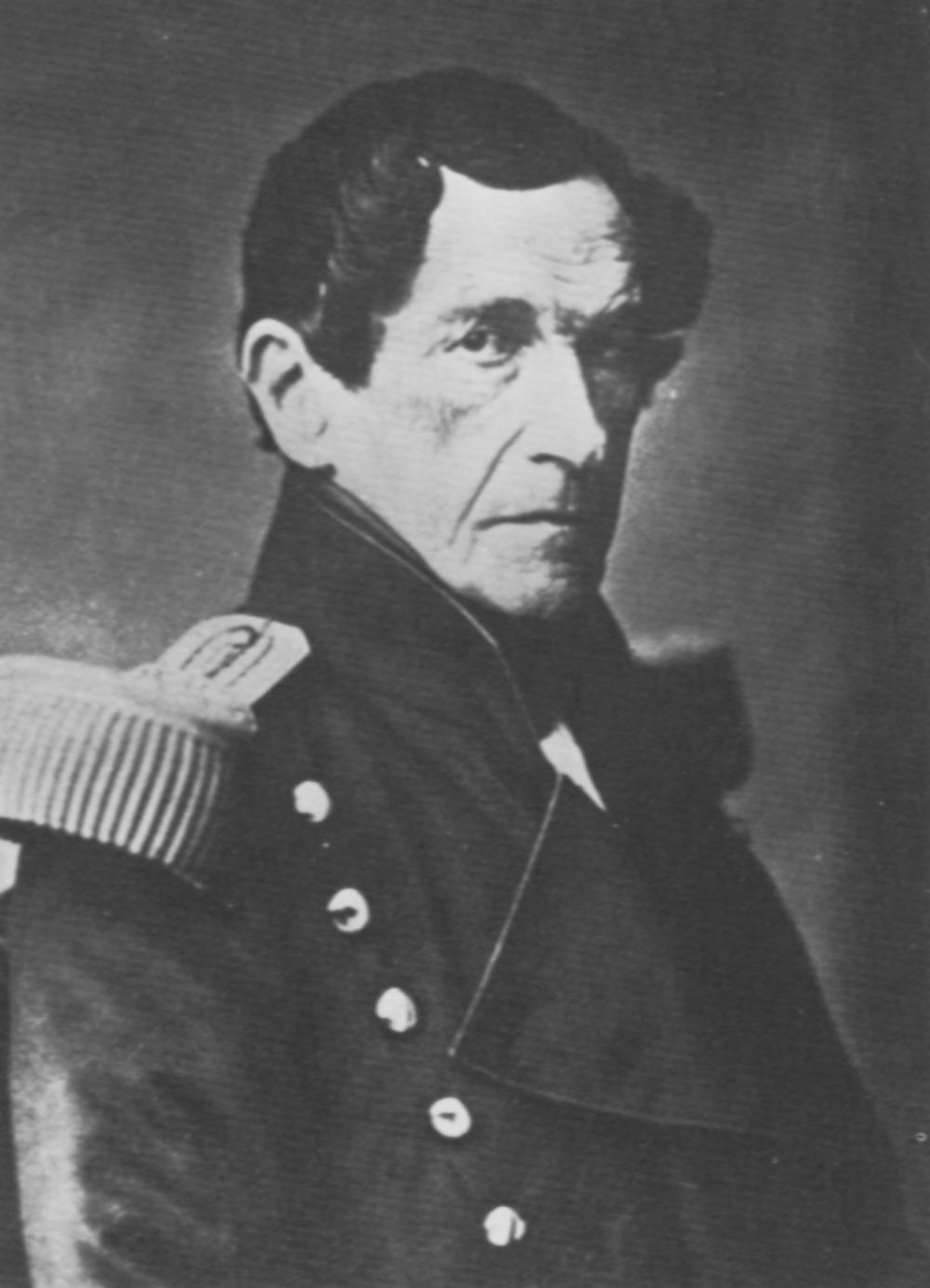
Vergeblich versuchte Leopold I. Kolonien zu errichten
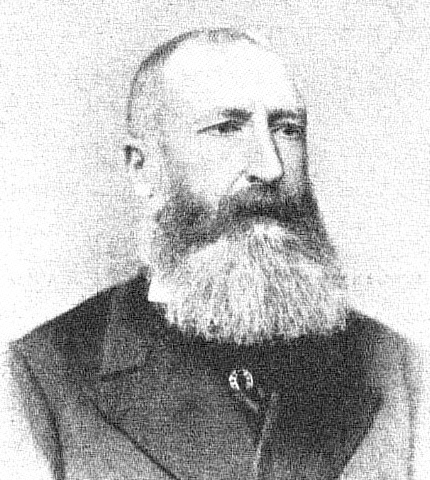
Leopold II. erwarb den Kongo-Freistaat als Privatbesitz
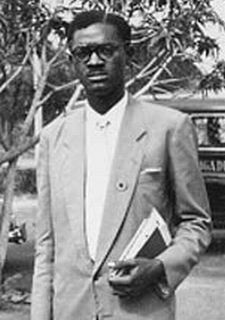
Patrice Lumumba führte Belgiens einzige Kolonie in die Unabhängigkeit

### Frühere belgische Kolonialpläne
Im Archiv des Belgischen Außenministeriums bzw. Außenhandelsministeriums befindliche Briefe und Dokumente belegen über 50 verschiedene Kolonialambitionen seit Leopold I. in Asien, Afrika, Amerika, Ozeanien und sogar in Europa.

#### Afrika
- Abessinien
- Algerien
- Guinea (Rio Nunez, 1844–1854)
- Madagaskar
- Malindi (1875/77)

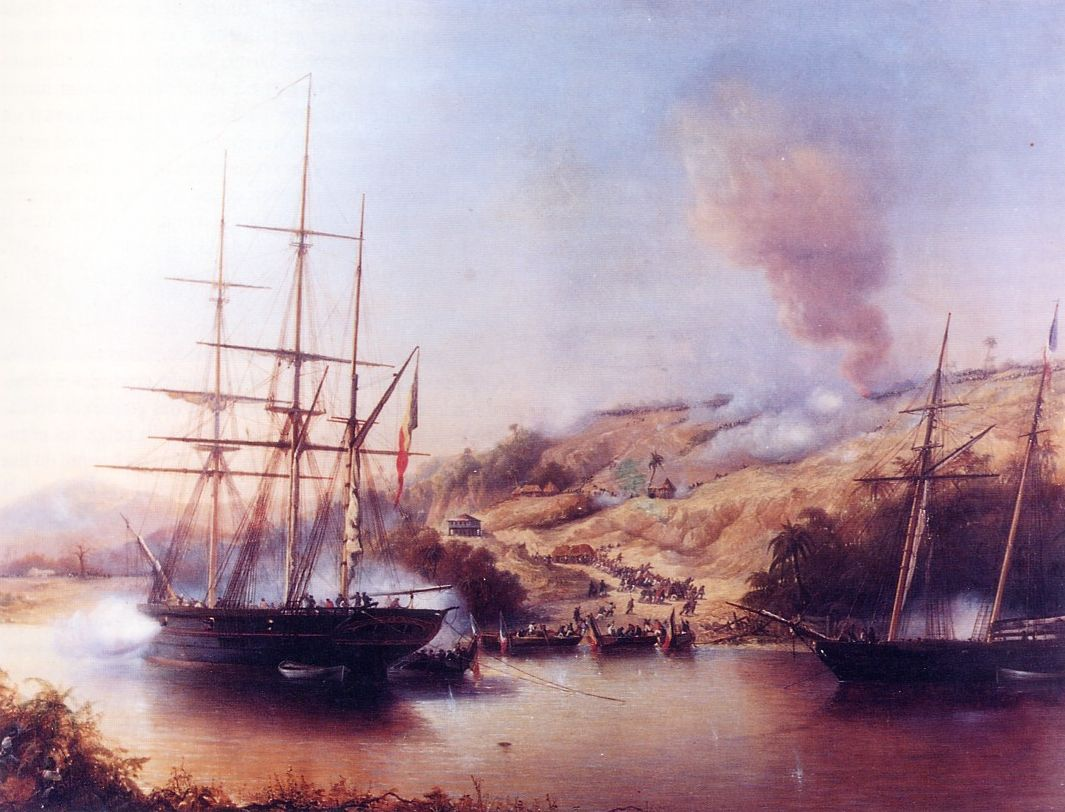
An Seemacht besaß Belgiens Marine in den 1840ern und 1850ern nur eine Brigg und einen Schoner. Der Schoner Louise Marie erschien 1842 vor Santo Tomás und intervenierte 1849 am Rio Nunez (Bild)

- Mocambique (Portugiesisch-Ostafrika, 1873)
- St. Marie
- Südafrikanische Republik (1876)

#### Südamerika
- Argentinien (La Plata, Villaguay 1882–1940, Patagonien)
- Bolivien
- Brasilien (Compagnie Belge-brésilienne unter Charles van Lede in Itajaí, Santa Catarina, 1841–1875)
- Französisch-Guayana
- Kolumbien
- Niederländisch-Guayana
- Paraguay
- Peru

#### Mittelamerika und Karibik
- Costa Rica
- El Salvador (San Salvador)
- Guatemala (Santo Tomás de Castilla, 1842–1854)
- Haiti (Tortuga)
- Honduras
- Kuba (1837 / Pines, 1838)
- Mexiko (Cozumel, 1839 / Pueblo / Nueva Bélgica 1884–1907 in Chihuahua)
- Nicaragua
- Saint-Barthélemy

#### Nordamerika
- Florida (1842)
- Kansas (1850)
- Missouri (1847)
- Pennsylvania (St. Marys, 1850–1853/56)
- Republik Texas (1842–1845)
- Wisconsin

#### Asien
- China (Taiwan)
- Niederländisch-Indien (Java, Sumatra)
- Indien
- Japan
- Malaysia (1866, 1876, Sarawak, Singapur)
- Nikobaren
- Philippinen (1840, 1869–1875)
- Vietnam (Tongking)
- Zypern

#### Ozeanien
- Fidschi
- Königreich Hawaiʻi (Ladd & Co., 1843–1845)
- Marianen
- Mikronesien (1898)[4]
- Neue Hebriden
- Neuguinea (1875)
- Neuseeland (Charles Philippe Hippolyte de Thierry)
- Samoa

#### Europa
- Ägäische Inseln (1876)
- Färöer-Inseln
- Kreta
- Nordstrand

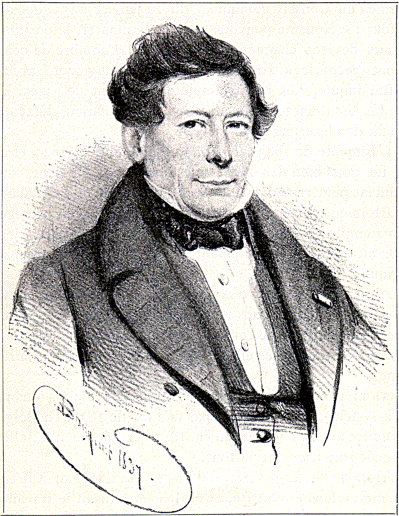
Félix de Mérode förderte ab 1842 belgische Siedler in Santo Tomás
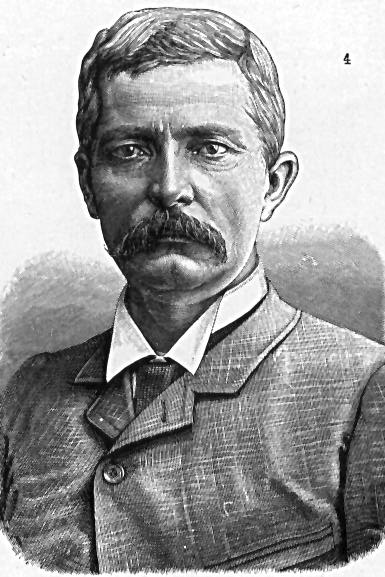
Henry Morton Stanley erwarb für Leopold II. den Kongo-Freistaat
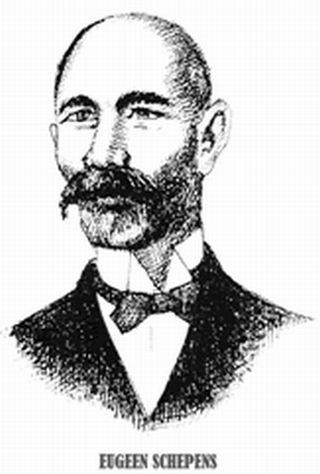
Eugeen Schepens führte 1882 belgische Siedler nach Villaguay

### Kaufpläne
Mangels militärischer und politischer Macht scheiterten alle belgischen Versuche, eine Schutzherrschaft über kleinere (zwischen anderen Großmächten umstrittenen) Staaten zu errichten (Texas, Hawaii) oder die frühen flämischen Überseekolonien zu beschützen. Daher handelte es sich bei den meisten späteren belgischen Kolonialambitionen wieder um Versuche, den Kolonialmächten Niederlande, Frankreich, Spanien, Portugal, Großbritannien, Dänemark und Schweden verschiedene Gebiete abzukaufen (z. B. die Philippinen, Neuguinea u. a. m.). Frankreich und die Niederlande lagen sprachlich auf der Hand, Großbritannien und Portugal hatten dem König verwandte Monarchen, Dänemark und Schweden waren ihrer fernen Kolonien überdrüssig.
Tatsächlich verkauften die Niederlande, Dänemark, Schweden und Spanien Teile ihres Kolonialbesitzes (z. B. Goldküste, Nikobaren, Saint-Barthélemy, Pazifische Inseln) – nicht jedoch an das eher finanzschwache Belgien, sondern an die finanzstärkeren Großmächte Großbritannien, Frankreich und Deutschland.

„Noch de Spanjaarden, noch de Portugezen, noch de Hollanders zijn bereid te verkopen. Ik ben van plan op discrete wijze ze zien of er in Afrika iets te doen valt. (Leopold II., 1875)“

## Belgisch-Afrika

Belgischer Kolonialbesitz bis 1960

Kolonien besaß Belgien daher nur im Zentrum Afrikas:
- Kongo-Freistaat/Belgisch-Kongo (früher Zaire, heute: Demokratische Republik Kongo) als persönliches Eigentum des belgischen Königs Leopold II., 1908 in eine belgische Kolonie umgewandelt (danach Staatseigentum)
- von 1894 bis 1910 als Pachtgebiet die Ladoenklave im südlichen Sudan
- Ruanda-Urundi (heute: Ruanda und Burundi) (Völkerbundsmandat/UN-Treuhandgebiet)

## Sonstige Niederlassungen

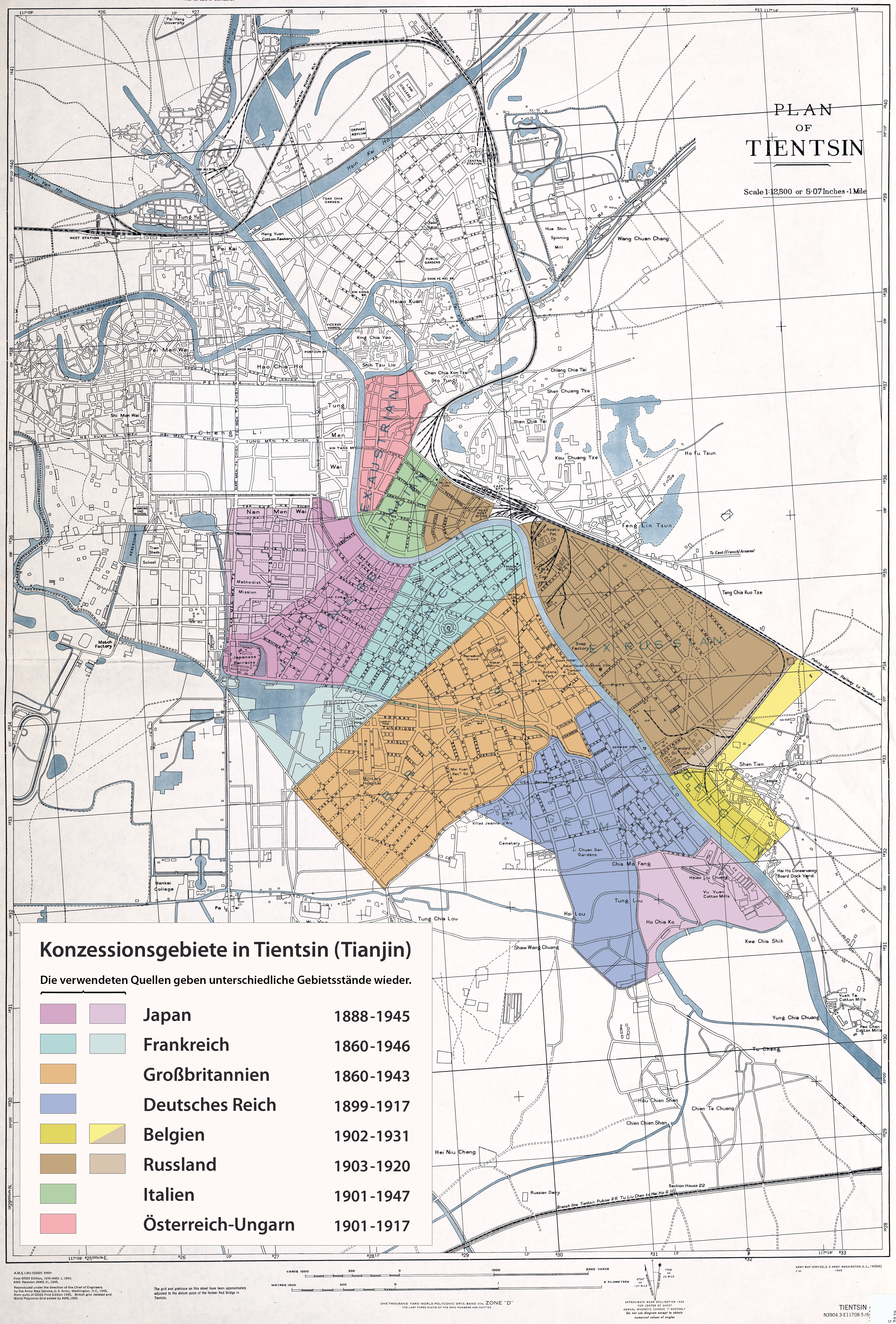
Konzessionsgebiete in Tientsin, der belgische Sektor ist gelb markiert

- Nach vergeblichen Versuchen, in China Fuß zu fassen und trotz eines ersten „Ungleichen Vertrages“ schon 1865 konnte Belgien keine Kolonie und kein Pachtgebiet erwerben. Im Jahre 1902 gelang zumindest aber in Tientsin die Etablierung einer Handelsniederlassung in einem eigens belgisch kontrollierten Teil des zwischen acht Nationen aufgeteilten ausländischen Konzessionsgebietes (bis 1931).
- 1880 und 1905 zählte Belgien zu den Unterzeichnern der Madrider Konvention und der Algeciras-Akte über Marokko. Daher war Belgien von 1925 bis 1940 bzw. von 1945 bis 1956 eine der acht bzw. neun Nationen, die die Internationale Zone von Tanger verwalteten. Die letzten beiden Administratoren (1954–1956) waren Belgier, Belgien unterstand in Tanger zudem die Zoll- und Finanzverwaltung sowie die Gendarmerie.
- Noch vor dem Verlust des Kongo hatte eine belgische Expedition während des Internationalen Geophysikalischen Jahres 1957 im Königin-Maud-Land in der Antarktis eine Forschungsstation mit dem Namen König Baudouin Basis errichtet. Diese wurde zwar 1961 wieder aufgegeben, doch nur wenige hundert Meter entfernt errichteten die Belgier 1964 die Neue König Baudouin Basis, die bis 1967 bestand. Im Gegensatz zu Norwegen erhob Belgien jedoch keine Gebietsansprüche auf Königin-Maud-Land oder andere Teile der Antarktis. (Ebenfalls im Königin-Maud-Land befindet sich seit 2007 die belgische Prinzessin-Elisabeth-Station, die für eine Nutzungsdauer von 25 Jahren konzipiert ist.)

## Belgischer Kolonialismus

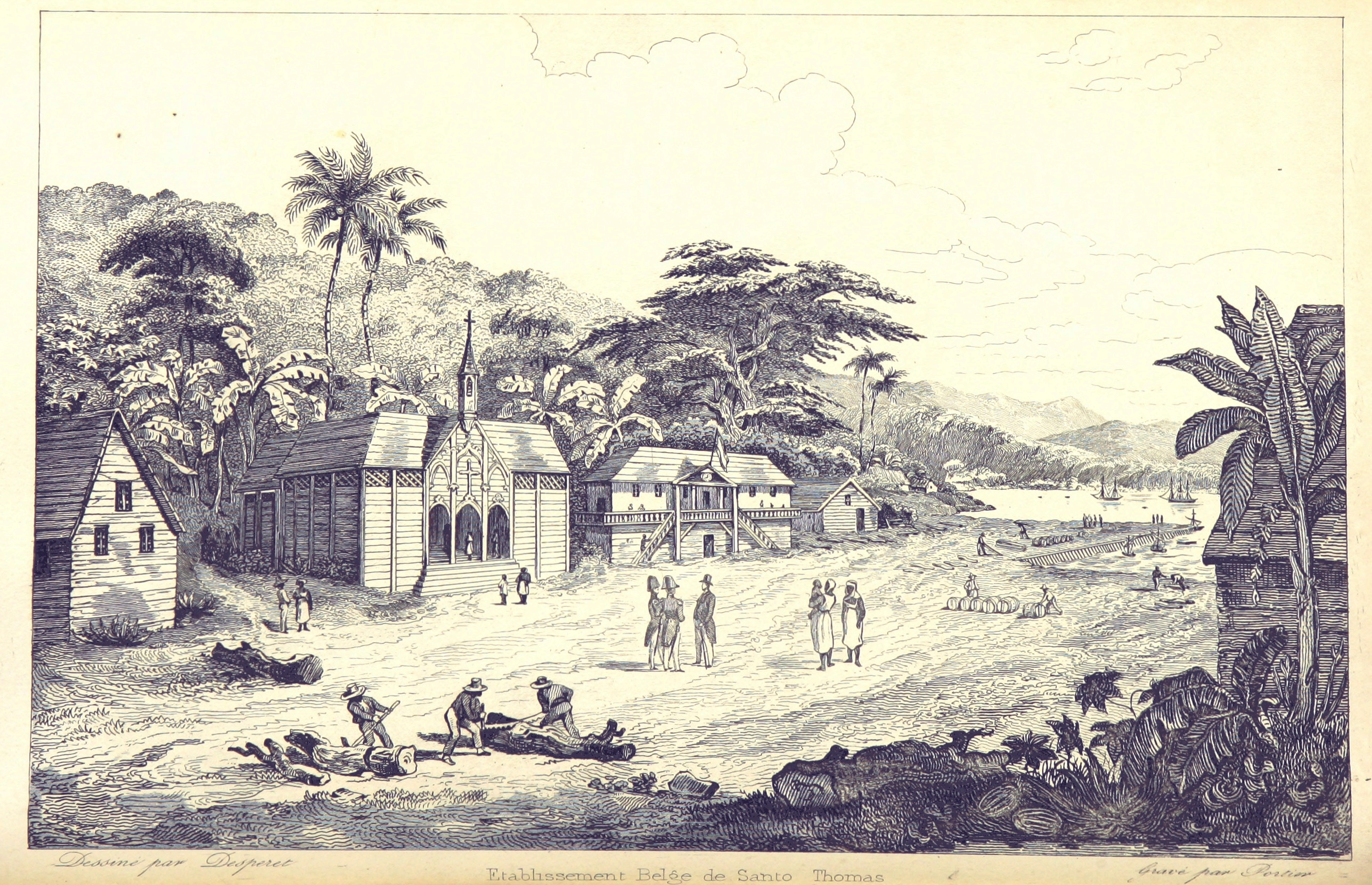
Wie in Santo Tomás errichteten vor allem flämische Auswanderer die ersten belgischen Überseekolonien

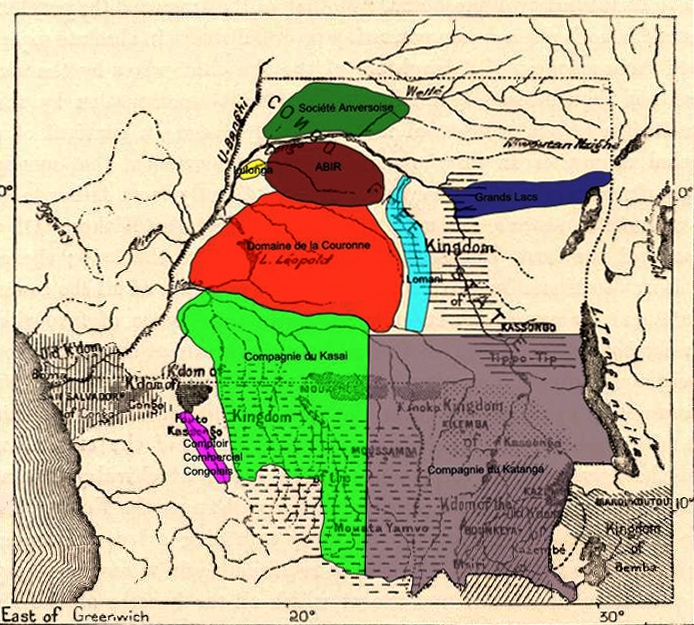
Königliche Krondomäne (rot) und von Konzessionsgesellschaften verwaltete Gebiete im Kongo-Freistaat (um 1890)

Während der ersten Phase kolonialer Ambitionen 1842 bis 1855 hatte Leopold I. das Augenmerk auf die Schaffung belgischer Siedlungskolonien gerichtet. Die frühen Anläufe, kleinere Siedlungskolonien in Übersee zu gründen (Rio Nunez, Villaguay, Santa Catarina, Santo Tomás de Castilla), hatten Belgien zunächst die Chance geboten, sich durch die Auswanderung vor allem flämischer Bauern sozialer Probleme im Innern zu entledigen (Sprachenstreit sowie Armut und Überbevölkerung im unterentwickelten ländlichen Flandern). Die meist von Antwerpen nach Amerika verschifften Siedler trugen so zwar beispielsweise an der Ostküste Mittelamerikas, in Nordargentinien, in Südbrasilien oder einigen US-Bundesstaaten zur Entwicklung der Landwirtschaft bei, erschlossen die Gebiete aber letztlich nicht für den belgischen Staat.
Auch Leopolds II. Kongo-Freistaat war zunächst Privatbesitz, der dermaßen rücksichtslos und brutal von Leopold sowie seinen US-amerikanischen und britischen Geschäftspartnern ausgebeutet wurde, dass sich die Bevölkerungszahl bis 1908 halbierte (10 Millionen Tote). Die Kongogräuel lösten schließlich in Europa und den USA einen derartigen Skandal aus, dass sich der König gezwungen sah, seinen Besitz dem belgischen Staat zu vermachen. Sie waren jedoch nicht der eigentliche Grund, sondern nur der letztliche Anlass für die Übergabe: Bereits 1890 hatte der König im Gegenzug für 25 Mio. Francs finanzielle Unterstützung des Staates in seiner Privatkolonie die Übergabe des Kongo an Belgien nach 10 Jahren zugesagt, und auch schon in seinem Testament von 1889 hatte Leopold den Freistaat in jedem Falle Belgien vermacht. Bis 1908 gewährte Belgien dem Kongo-Staat jährlich 2 Mio. Francs als Darlehen, König Leopold II. eine weitere Million.
Das „Leopoldinische Regime“ der Zwangsarbeit wurde ab 1910 durch staatliche Reformen abgemildert. Die Verwaltung des riesigen Landes durch verschiedene regionale Konzessionsgesellschaften wich einer zentralen Verwaltung durch dem Mutterland unterstellte Kolonialbehörden. Wirtschaftlich aber blieb vor allem der britische Einfluss so stark, dass man von einem „belgisch-britischen Kondominium“ sprach. Belgisches und britisches Kapital dominierte auch in den portugiesischen Kolonien, vor allem im angrenzenden Angola. Im Zweiten Weltkrieg dann wurde Belgisch-Kongo ab 1942 von US-Truppen besetzt, der koloniale Verwaltungsapparat wurde von US-amerikanischen "Ratgebern" beherrscht. US-Finanzgruppen erwarben das Vorkaufsrecht für kongolesische Rohstoffe, die führende Position im Außenhandel und die Aktienmehrheit wichtiger Bergbaugesellschaften.

### Kolonialer Paternalismus
Abweichend von den durch „indirect rule“ beherrschten britischen Kolonien oder dem belgischen Mandatsgebiet Ruanda-Urundi, aber ähnlich den französischen und portugiesischen Kolonien unterstand der Kongo direkter belgischer Verwaltung.

„Auf lokaler Ebene wurde in Ruanda-Urundi [...] mehr als in Kongo auf die einheimische feudale und halbfeudale-gentile Oberschicht zurückgegriffen... Dem System der [im Kongo] in extremer Weise direkten Verwaltung lag das Konzept des sogenannten Paternalismus zugrunde, an dem die belgischen Kolonialherren ungeachtet der veränderten Bedingungen auch nach 1945 festhielten. Es handelte sich dabei um jene verdeckt rassistische Theorie von der angeblich kindlichen Seele des Afrikaners, die der Erziehung bedürfe; damit war die Kontrolle des gesamten Lebens der Menschen zu begründen. Der unbegrenzten Umsetzung dieser Theorie im täglichen Leben widmeten sich in trautem Verein koloniale Verwaltung, Monopole und kirchliche Missionen... Die Position der Kirchen war in Kongo [...] erheblich stabiler als in anderen afrikanischen Kolonialgebieten... Die ganze politische Macht lag in der Hand des belgischen Generalgouverneurs... König Baudoin kündigte auf seiner Rundreise in Kongo 1955 wirtschaftliche und soziale Reformen an... hierzu gehörte [ein]... „30-Jahresplan für die politische Befreiung Belgisch-Afrikas“... [eine] auf lange Sicht eine von der UNO sanktionierte Treuhandschaft Belgiens über Kongo... und daß... mit dem späteren Ziel staatlicher Selbständigkeit Schritt für Schritt Vollmachten an Kongolesen übergeben werden sollten... der offiziellen Erklärung, man halte den Paternalismus für überholt, den Fraternalismus [ Léon Pétillon ] für passender..., folgte 1957 ein kleines Reform-Paket...“

Waren die Afrikaner somit von „Kindern“ zu „Brüdern“ (und in den französischen Kolonien sogar zu Staatsbürgern) geworden, so blieben die Kolonialherren dennoch die „älteren Brüder“. Diese Sichtweise spiegelte sich nicht nur in den Kolonialbehörden und Missionsstationen im Kongo, sondern auch in Belgien selbst lange wider, unter anderem wegen des 1930 von dem Zeichner Hergé geschaffenen und auch 1946 kaum veränderten Comic Tim im Kongo.
Da weder die UNO-Dekolonisierungskommission noch die Kongolesen selbst mit einer 30-jährigen Übergangsfrist einverstanden waren, beschloss die belgische Regierung noch im Oktober 1959 eine zumindest vierjährige Übergangszeit. Auf der Kongo-Konferenz vom Februar 1960 einigten sich belgische und kongolesische Politiker dann jedoch auf die Unabhängigkeit zu Ende Juni 1960.

### Staatsbürgerliche Immatrikulation
Ähnlich dem Prinzip der Assimilation in den französischen und portugiesischen Kolonien gab es in den belgischen Kolonien eine nach einem Bildungs- und Besitzzensus vorgenommene Vergabe der Staatsbürgerwürde an europäisierte Afrikaner, doch gab es davon letztlich noch deutlich weniger als etwa die ohnehin schon sehr wenigen Assimilados.

„In Belgisch-Kongo wurde in der Rechtsstellung der Kongolesen zwischen den „Immatrikulierten“ und den „Nichtimmatrikulierten“ unterschieden. Die Immatrikulation fand Anwendung, wenn „Schritte zur Annahme europäischer Kultur“ getan wurden... mit dem Ergebnis, daß 1955 zur [immatrikulierten] Gruppe ganze 116 Kongolesen gezählt wurden... [bei] einer Einwohnerzahl von 18 Millionen (1957)...“

Die unterbliebene Förderung einer bürgerlich-demokratischen Elite und eine von den Kolonialbehörden überstürzte Entkolonialisierung führten den auf die Unabhängigkeit somit unvorbereiteten Kongo 1960 schließlich in einen Bürgerkrieg.